# Kabily-Touseg
 (juillet 2023).
Si vous disposez d'ouvrages ou d'articles de référence ou si vous connaissez des sites web de qualité traitant du thème abordé ici, merci de compléter l'article en donnant les références utiles à sa vérifiabilité et en les liant à la section « Notes et références ».
Albums de Mugar
Penn ar Bled
Kabily-Touseg, sorti en 1998, est le premier album du groupe Mugar avec 12 morceaux.

## Chansons
1. Kabily-Touseg - Y. Le Berre, N. Dalil, M. Sikiotakis
2. Ghani-Lah - Paroles et musique Djamel Allam, thème instrumental: Bag of Spuds (trad. irlandais)
3. Mehdi - Mehdi jig, M. Sikiotakis, Y. Le Berre et Aqchich Amejtouh, N. Dalil
4. Up down and around - Far Away, Pete Jung et Imetti, N. Dalil
5. Scottish mezwed - Paroles N. Dalil, musique Y. Le Berre
6. Lee A. - Y. Le Berre
7. El-Farh - Tameghra (Trad. kabyle) et Amouh Amouh, El-Hadj Khalfa
8. Sean Kelly’s - Éilís Ní Cheallaigh (slip-jig trad. irlandais), The Glenside Cottage (reel trad. irlandais) et Reel Let of the Man, Y. Le Berre
9. Assendu - Idir
10. Ouedeg - Kavadenn I & II, Y. Le Berre, M. Sikiotakis, Tassili, N. Dalil, O’Neill’s March (marche trad. Irlandaise) et Commana, Y. Le Berre
11. El-Kreneg - Andro trad. breton et Je suis un Kabyle, Brahim Izri
12. Louachou ? - N. Dalil et Fatallah Ghoggal

## Crédit
- Enregistré au Studio Davout (Paris), en juillet 1997 par Jean-Louis Morette, assisté de Béatrice Sciardis.
- Illustration de couverture de Gil Babin
- Photo recto Bogdan Konopka
- Régie générale Jean-Marie Renard
- Conseiller artistique Hugues de Courson
- Production TEMPO MAKER

## Musiciens
- Youenn Le Berre: flûte traversière, flûte basse, fifre et flûte en bois (10), tin-whistle (6), cornemuse écossaise (5), chant (1)
- Nasredine Dalil: flûte traversière, chant, bendir, t'bel, karkabou
- Michel Sikiotakis: flûte traversière irlandaise, tin-whistle, low-whistle, bombarde (11), guitare acoustique (3), chant (1)

Choristes et musiciens sur le CD
- Fadila Dalil: chant (9), chœurs (11)
- Christine Ghoggal: chant (9), chœurs (11)
- Renaud Binet (Broken String[N 1]*): violon
- Jean-Marc Gloaguen (Broken String*): guitare acoustique, bouzouki
- Fatah Ghoggal: guitare acoustique, chœurs (2)
- Gilles Hellou (Broken String*): flûte traversière irlandaise, treujen-gaol (11)
- El-hadj Khalfa: ghaïta, t'bel, bendir, karkabou, chœurs (2)
- Simon Lambert (Broken String*): bodhrán
- Jean-Pierre Le Meur (Broken String*): violon, clarinette basse, biniou
- Stéphane Le Mouelic (Broken String*): tin-whistle
- Bernard Petiot (Broken String*): violon